# Sentimento pentimento
Sentimento pentimento è un brano musicale scritto da Claudio Mattone, interpretato originariamente nel 1989 da Stefano Palatresi e poi portato al successo nel 1995 dal gruppo vocale dei Neri per Caso.

## Descrizione
Il brano originale, caratterizzato da una base di «chitarra vagamente in levare» e da «un'atmosfera a metà fra il karaoke e il piano bar», fa parte dell'album di debutto di Palatresi, dal titolo omonimo, anche prodotto da Mattone e rimasto l'unico della carriera da cantante di Palatresi prima che questi si concentrasse sull'attività di direttore d'orchestra, prettamente in campo televisivo.

## Cover

### Versione dei Neri per Caso
Il brano viene rispolverato nel 1995 da Mattone e affidato ai Neri per Caso, da lui scoperti nella prima metà del decennio. Sentimento pentimento entra a far parte dell'album di debutto del gruppo, Le ragazze, pubblicato come secondo singolo dopo la title track e ottenendo, stavolta, una certa popolarità durante l'estate, venendo anche presentato – impropriamente come inedito – al Festivalbar 1995.
Rispetto all'incisione originale di Palatresi, la cover dei Neri per Caso si caratterizza per lo stile a cappella tipico del gruppo, con un «andamento quasi reggae».